# Gréta Arn
Greta Arn (født 13. april 1979 i Budapest) er en kvindelig tennisspiller fra Ungarn. Greta Arn startede sin karriere i 1995.
Greta Arn’s far (Rudolf Arn) er tysker, hvorfor Greta Arn har dobbelt statsborgerskab. Greta Arn startede sin karriere registreret som tysker. Dette betød blandt andet, at hun kunne vinde det tyske juniormesterskab i tennis i 1994. Fra 1. januar 2008 ændrede Greta Arn sin WTA registrering, således at hun efterfølgende har spillet som ungarer. Denne ændring betød at hun kunne repræsentere Ungarn i Fed Cup i 2008.
25. april 2011 opnåede Greta Arn sin højeste WTA single rangering på verdensranglisten som nummer 48.